# Kabina (Estonia)
Kabina – wieś w Estonii, w prowincji Tartu, w gminie Luunja.